# Tamiaki Yoneya
Tamiaki Yoneya (米谷民明, Yoneya Tamiaki), né en 1947 à Sapporo, est un physicien japonais. Indépendamment de Joël Scherk et John H. Schwarz, il a démontré que la théorie des cordes décrivait, entre autres, la force de la gravitation. Yoneya a travaillé sur l'extension filandreuse du principe d'incertitude pendant de nombreuses années.

## Source de la traduction
- (en) Cet article est partiellement ou en totalité issu de l’article de Wikipédia en anglais intitulé « Tamiaki Yoneya » (voir la liste des auteurs).